# Liga de Marruecos de balonmano
La Liga de balonmano de Marruecos es la primera división de balonmano en Marruecos. Se fundó en 1969.

## Palmarés
| - 1965 : FUS de Rabat - 1966 : FUS de Rabat - 1967 : Wydad AC - 1968 : FUS de Rabat - 1969 : OC Khouribga - 1970 : OC Khouribga - 1971 : ASU Casablanca - 1972 : ASU Casablanca - 1973 : ASU Casablanca - 1974 : ASU Casablanca - 1975 : Wydad AC - 1976 : Wydad AC - 1977 : Wydad AC - 1978 : Wydad AC - 1979 : KAC de Kénitra - 1980 : Mouloudia d'Oujda - 1981 : Mouloudia d'Oujda - 1982 : PTT Marrakech - 1983 : Wydad AC - 1984 : CODM de Meknès - 1985 : Mouloudia d'Oujda - 1986 : Rabita de Casablanca - 1987 : Rabita de Casablanca - 1988 : Rabita de Casablanca - 1989 : Wydad AC - 1990 : PTT Marrakech - 1991 : Rabita de Casablanca - 1992 : Kawkab de Marrakech - 1993 : Kawkab de Marrakech - 1994 : Kawkab de Marrakech - 1995 : PTT Marrakech - 1996 : Kawkab de Marrakech - 1997 : Kawkab de Marrakech - 1998 : FUS de Rabat - 1999 : FUS de Rabat - 2000 : FUS de Rabat - 2001 : CODM de Meknès - 2002 : Rabita de Casablanca - 2003 : Rabita de Casablanca - 2004 : Rabita de Casablanca - 2005 : Rabita de Casablanca - 2006 : CODM de Meknès - 2007 : Rabita de Casablanca - 2008 : Rabita de Casablanca - 2009 : Rabita de Casablanca - 2010 : Rabita de Casablanca - 2011 : Renaissance de Berkane - 2012 : Mouloudia de Marrakech - 2013 : Mouloudia de Marrakech - 2014 : Mouloudia de Marrakech - 2015 : Wydad Smara - 2016 : Wydad Smara - 2017: Wydad Smara - 2018: Raja d'Agadir - 2019: Wydad Smara |

## Palmarés por equipo
| Club                   | Títulos | Años                                                                   |
| ---------------------- | ------- | ---------------------------------------------------------------------- |
| Rabita de Casablanca   | 12      | 1986, 1987, 1988, 1991, 2002, 2003, 2004, 2005, 2007, 2008, 2009, 2010 |
| Wydad AC               | 6       | 1967, 1971, 1972, 1973, 1974, 1989                                     |
| FUS de Rabat           | 6       | 1965, 1966, 1968, 1998, 1999, 2000                                     |
| Kawkab de Marrakech    | 5       | 1992, 1993, 1994, 1996, 1997                                           |
| Wydad Smara            | 4       | 2015, 2016, 2017, 2019                                                 |
| Mouloudia de Marrakech | 3       | 2012, 2013, 2014                                                       |
| Mouloudia d'Oujda      | 3       | 1980, 1981, 1985                                                       |
| CODM de Meknès         | 3       | 1984, 2001, 2006                                                       |
| PTT Marrakech          | 3       | 1982, 1990, 1995                                                       |
| OC Khouribga           | 2       | 1969, 1970                                                             |
| Renaissance de Berkane | 1       | 2011                                                                   |
| KAC de Kénitra         | 1       | 1979                                                                   |
| Raja d'Agadir          | 1       | 2018                                                                   |